# Homoptera
Homoptera је традиционални ред хемиметаболних инсеката. Данас се овај ред сматра парафилетским, и укључује се заједно са традиционалним редом Heteroptera у монофилетски инсекатски ред Hemiptera. Инсекти који припадају овој групи имају велики значај за човека, пошто се често карактеришу као „штеточине" усева и шумског дрвећа.

## Класификација реда
Ред Homoptera
- Подред Cicadina (цврчци)
- Подред Aphididae (Биљне ваши)
  -     - Врста Phyllaphis fagi
    - Врста Schizoneura lanuginose
    - Врста Pemphigus bursarius
    - Врста Pemphigus sprirothecae

  - Фамилија Chermesidae (хермеси)
    - Врста Chermes abietis
    - Врста Chermes strobiliobius
    - Врста Dreyfusia nusslini
    - Врста Pineus pini

  - Фамилија Coccidae (Штитасте ваши)
    - Врста Lecanium coryli
    - Врста Physokermes piceae (смрчина штитаста ваш)
    - Врста Asterolecanium quercicola
    - Врста Lepidosaphes ulmi
    - Врста Cryptococcus fagi (буквина штитаста ваш)
    - Врста Cossus fraxini
    - Врста Ericoccys spurious
    - Врста Kermes quercus